# Occidryas windi
Occidryas windi är en fjärilsart som beskrevs av Gunder 1932. Occidryas windi ingår i släktet Occidryas och familjen praktfjärilar. Inga underarter finns listade i Catalogue of Life.